# Pouteria glomerata
Pouteria glomerata là một loài thực vật có hoa trong họ Hồng xiêm. Loài này được (Miq.) Radlk. miêu tả khoa học đầu tiên năm 1882.